# 南新助
南 新助（みなみ しんすけ、1885年（明治18年） - 1972年（昭和47年））は、日本最初の旅行会社の創業者。日本の団体旅行、企画旅行の草分け。

## 来歴
滋賀県栗太郡草津町（現 草津市）生まれ。東海道本線敷設の際、路線と草津駅建設の用地を無償提供するなど尽力した父が1889年（明治22年）、草津駅構内でただ一人国鉄立売営業権を与えられていたため、うばがもちや弁当の販売を家業としていた。その傍らそれに飽き足らず、「何か汽車を使って新しいことができないか」と日々考え続けていた。
南はある時、400人以上であれば汽車賃が半額になるということを知り、1905年（明治38年）旅行斡旋業の日本旅行会（今の日本旅行）を創業し、高野山参拝、伊勢神宮参拝を企画し実行した。この時点をもって日本初の企画旅行と旅行業の発祥といえる。大津や草津の近村で触れ回り、約900人余が集まり成功を収める。1908年（明治41年）には日本初の国鉄貸切臨時列車を仕立て、関東廻遊団を組み東京、日光、善光寺を回る団体旅行を実施した。現在の日本旅行草津支店の場所が創業の地であり、南洋軒（後述）が経営するビルのテナントとして入居している。

## 末裔が経営する企業
南新助の末裔が経営する企業として、株式会社南洋軒（「JR西日本構内営業」を事業内容の一としている）、南グループ（同グループの日本観光開発株式会社社長の南 啓次郎は日本旅行の主要株主に名を連ねる）がある。